# Samsas Traum
Samsas Traum (da: Samsas drøm) er et band fra Tyskland, med frontfiguren Alexander Kaschte. Bandet er nu bosat i Østrig. Deres musik består af elementer fra black metal, symfonisk metal, Neue Deutsche Härte og cantastoria. Navnet stammer fra karakteren Gregor Samsa fra novellen The Metamorphosis fra 1915.